# Гринбушес (месторождение)
Гринбушес (англ. Greenbuches) — австралийское месторождение с уникальными запасами олова и тантала.
Месторождение расположено в штате Западная Австралия в 250 км к югу от Перта.
Месторождение открыто в конце XIX века. Олово здесь добывается с 1888 года, тантал — с 1977 года.
Мощность рудных тел достигает 40 метров, их протяжённость — 2—3 км. Руда состоит из танталита, колумбита-танталита, касситерита, сподумена, берилла.
Вблизи месторождения образовался город Гринбушес, в 1898 году сюда была проложена железнодорожная линия.